# Ісламський центр Вашингтона
Ісламський центр Вашингтона (англ. Islamic Center of Washington) — мечеть і мусульманський культурний центр міста Вашингтон. Розташований в Посольському кварталі, відкрито в 1957.

## Історія
Спочатку ідея будівництва Ісламського центру виникла в 1944 році, коли помер турецький посол Мюнір Ертегюн і поблизу не було мечеті, щоб здійснити його поховання. Дипломатичне співтовариство в Вашингтоні зіграло головну роль в питанні будівництва мечеті. Підтримка була надана більшістю ісламських країн світу, які пожертвували гроші, а також надали художні оформлення і виділили майстрів для здійснення задуманого проекту.
Крім того в підтримку проект виступило мусульманське співтовариство США. У 1946 році було придбано земельну ділянку, а 11 січня 1949 був покладений кутовий камінь. Проект будівлі був розроблений італійським архітектором Маріо Россі. Відкриття відбулося 28 червня 1957 року за участю 34-го Президента США Дуайта Ейзенхауера.
Головний молитовний зал центру покритий перськими килимами, подарованими шахом Ірану.